# Friesea espunaensis
Friesea espunaensis is een springstaartensoort uit de familie van de Neanuridae. De wetenschappelijke naam van de soort is voor het eerst geldig gepubliceerd in 1993 door Arbea & Jordana.